# Colégio São José (Caxias do Sul)
O Colégio São José é uma escola particular localizada na cidade de Caxias do Sul, na Serra Gaúcha. Em 2021, o colégio completou 120 anos de fundação.
A instituição foi fundada pelas Irmãs de São José, uma das quatro que existem na região Sul do Brasil.
Em 2013 obteve o 31º lugar no ranking das cinquenta melhores escolas do Brasil, com base nos resultados do ENEM.
Em 2023, a escola ganhou a pesquisa Top of Mind 2023 de Caxias do Sul como a melhor “Escola de Ensino Particular”.

## História
No Século XVII foi fundada a Congregação das Irmãs de São José de Chambéry, na França, pelo padre Jean Pierre Médaille. Ele reuniu, numa comunidade ativa e contemplativa, mulheres que havia conhecido em seu trabalho missionário e que desejavam consagrar suas vidas a Deus. Em 15 de outubro de 1650, o Bispo de Le Puy, Dom Henrique de Maupas, autorizou a fundação da Congregação das Irmãs de São José, que levava esse nome para “lembrá-las que elas devem assistir e servir ao próximo com o mesmo cuidado que São José fez com Maria e seu filho Jesus”.
Durante a Revolução Francesa, as irmãs sofreram dificuldades, sendo encarceradas e guilhotinadas, despojadas de seus bens e espalhadas por toda a França, entre as prisioneiras estava Jeanne Marie Fontbonne, conhecida como Madre São João, Superiora da Comunidade em Monistrol. Mas, com o término do movimento a Congregação se renovou e ramos antigos das Irmãs de São José renasceram e se espalharam pelo mundo. As irmãs desembarcam na Itália, na Índia, na Dinamarca, na Suécia, nos Estados Unidos, na Rússia, na Argentina e no Brasil. No Brasil chegaram em 1858, na cidade de Itu, em São Paulo, com a finalidade de promover a educação feminina. Posteriormente expandiu suas ações em outras cidades do estado de São Paulo, nas áreas social, da saúde e da educação. Eram 7 Irmãs, mas uma veio a falecer sendo sepultada no mar. Na segunda viagem, em 1859, chega Irmã Madre Maria Teodora Voiron, que com apenas 24 anos de idade ficou responsável pela missão da Irmãs no Brasil, exercendo seu cargo por 60 anos. Estão em São Paulo desde 1858, no Paraná desde 1896 e no Rio Grande do Sul desde 1898. Atualmente organizadas numa única Província das Irmãs de São José de Chambéry no Brasil.
A história do educandário inicia-se com a chegada das irmãs Azélia Diorcet, Clotilde Zabrer e Dorothée Pachod, além da madre Paula Dunand, vindas da comunidade de Moûtiers. No Brasil, o grupo fixou-se, primeiramente, em Garibaldi. Entretanto, alguns meses após a chegada da congregação, a madre Paula e a freira Dorothée adoeceram, morrendo em seguida. Com o grupo reduzido, algumas missionárias foram enviadas da França para a Serra, entre elas a madre Maria Felicidade Duc. Além de Garibaldi, as freiras também passaram por Antônio Prado, onde fundaram uma escola em meados de 1900. Um ano depois, madre Maria Felicidade e outras três irmãs chegaram a Caxias do Sul, dando início à fundação do Colégio São José. O primeiro prédio a abrigar as atividades do educandário foi uma casa pertencente ao senhor Francisco Balen, na Avenida Júlio de Castilhos. A construção de um imóvel próprio só iniciou em 1903, após a congregação adquirir três lotes na Rua Os Dezoito do Forte.

## Instalações
A estrutura do Colégio São José dispõe de espaços únicos, preparados especialmente para os estudantes, contando com um ginásio poliesportivo, que fica situado em uma área fora do Colégio, no bairro Panazzolo, que conta com quadras de esportes, pátio externo, salas de aula e cantina.
Possui laboratórios de Química, Física e dois laboratórios de Informática e multimídia para atividades de ensino e pesquisa. Os espaços visam contribuir com a educação do aluno, estimulando o aprendizado, contemplando as diversas áreas do conhecimento de forma interdisciplinar.
O Planetário é uma sala montada especialmente para que o estudante possa fazer uma viagem pelo universo, que vai da criação do sistema solar até o surgimento das constelações e demais conteúdos vistos em sala de aula. Este único entre as escolas do Estado e encanta quem o visita pela riqueza de detalhes.
A Sala de Línguas é um espaço criado especialmente para os estudantes do Fundamental II e do Ensino Médio. No local, cada detalhe remete às línguas que são estudadas por eles.